# تور ادریا
تور ادریا (انگلیسی: Tour Adria) ساختمان اداری ۴۰ طبقه مستقر در لا دفانس است، که در سال ۲۰۰۲ احداث گردید.